# Bills de Buffalo
Cet article possède un paronyme, voir Buffalo Bill (homonymie).
Stade
Maillots
Champion AFL 1964 - 1965
Les Bills de Buffalo (Buffalo Bills en anglais) sont une franchise de football américain de la National Football League (NFL), basée dans la région métropolitaine de Buffalo dans l'État de New York. Ils sont membres de la East Division de l'American Football Conference (AFC). Initialement membres de l'American Football League (AFL) dès 1960, ils rejoignent la NFL lors de la fusion des deux anciennes ligues (AFL et NFL).
Les Bills ont remporté deux titres nationaux dans l'AFL (1964 et 1965) mais aucun dans l'actuelle NFL.
Sous la direction de Marv Levy (en), entre 1990 et 1993, ils participent à un record de quatre Super Bowl consécutifs (XXV, XXVI, XXVII et XXVIII), tous perdus, ce qui constitue un autre record.
Du début des années 2000 au milieu des années 2010, les Bills ont été la franchise ayant connu la plus longue période sans qualification en série éliminatoire (17 saisons) dans les quatre principaux sports professionnels nord-américains (NFL, MLB, NBA, LNH). Elle est de ce fait, la dernière franchise des quatre ligues à s'être qualifiée pour une phase finale au XXIe siècle,.
Les Bills connaissent deux grandes rivalités : l'une avec les Patriots, l'autre avec les Dolphins.
Les Bills sont la seule franchise de la NFL à jouer leurs matchs dans l'État de New York, puisque les Giants et les Jets évoluent à East Rutherford dans l'État du New Jersey.
Entre les saisons 2008 et 2013, les Bills ont disputé au moins un match considéré à domicile au Centre Rogers situé à Toronto au Canada.
Le nom de l'équipe fait référence au légendaire Buffalo Bill.

## Histoire
La franchise est fondée par Ralph Cookerly Wilson Jr. (en) et elle s'aligne dans le nouveau championnat de l'American Football League en 1960 sous la direction de l'entraîneur principal Buster Ramsey. Lou Saban devient entraîneur principal en 1962 et remporte le titre de champion AFL en 1964 et en 1965 avec Jake Kemp au poste de quarterback. Lors de la fusion AFL-NFL (en) en 1970, les Bills sont insérés dans la Division Est de l'American Football Conference (AFC).
Une fois la fusion AFL-NFL entrée en vigueur, les Bills deviennent la deuxième équipe de la NFL à représenter la ville après les All-Americans de Buffalo. Cette équipe avait été un des membres fondateurs de la NFL mais en proie à des problèmes financiers, elle cesse ses activités après la saison 1929 (elle avait été rebaptisée à ce moment-là Buffalo Bisons) et avait déjà fait l'impasse sur la saison 1928. Les Bills n'étaient pas moins que la troisième équipe professionnelle non-NFL à concourir dans la ville avant la fusion AFL-BFL, après les Buffalo Indians / Tigers (1940-1941) (en) et les Buffalo Bills (1946-1949) (en), une équipe antérieure aussi connue sous le nom de Buffalo Bisons, ayant joué en All-America Football Conference (AAC).
Les Bills furent généralement médiocres lors des années 1970 bien qu'ayant dans leurs rangs O. J. Simpson, joueur All-Pro au poste de running back. Ce n'est que vers la fin des années 1980, que les Bills vont devenir une équipe plus performante. C'est grâce à la cessation des activités de la United States Football League que la franchise va acquérir toute une série de très bons joueurs tels que Jim Kelly, Thurman Thomas, Bruce Smith et Darryl Talley (en). La franchise tutoie les sommets de 1988 à la fin des années 1990. Elle remporte quatre finales de conférence AFC consécutives (1990, 1991, 1992 et 1993) mais perd à chaque fois le Super Bowl (XXV, XXVI, XXVII et XXVIII).
Le 3 janvier 1993, les Bills sont opposés aux Oilers de Houston lors du tour de wild card de la saison 1992. Ce match va passer à la postérité et sera connu sous le nom de The Comeback (ou encore The Choke ou 35-3). Menés 35 à 3, les Bills remontent un déficit de 32 points pour remporter le match en prolongation sur le score de 41 à 38. Ils réussissent ainsi la plus grande remontée de l'histoire de la NFL,.
La montée en puissance du rival de division, les Patriots de la Nouvelle-Angleterre avec le quarterback Tom Brady, ainsi que de nombreuses tentatives infructueuses de reconstruction dans les années 2000 et 2010, ont empêché les Bills d'atteindre les séries éliminatoires au cours de dix-sept saisons consécutives entre 2000 et 2016. Une traversée du désert de dix-sept ans qui est considérée la plus longue absence en séries éliminatoires dans tous les sports professionnels majeurs de l'époque. Cette série cesse le 31 décembre 2017 lorsque les Bills accèdent enfin à un tour de wild card.
Le 8 octobre 2014, Terry et Kim Pegula, propriétaires de la franchise de hockey sur glace des Sabres de Buffalo, grâce à l'approbation unanime des propriétaires de la NFL, deviennent les nouveaux propriétaires des Bills, succédant ainsi au fondateur de la franchise, Ralph Cookerly Wilson Jr. (en).

### Origines du nom
En 1947, un concours est organisé pour renommer la franchise des Bisons de l'All-America Football Conference et propriété de James Breuil de la Frontier Oil Company (en). Le gagnant du concours avait suggéré le nom des « Bills », en référence au fameux pionnier de la frontière Ouest Buffalo Bill Cody. Poussant plus loin le thème de la «frontière», il propose également que l'équipe soit soutenue par la société Frontier Oil « ouvrant ainsi une nouvelle frontière dans le sport à l'ouest de New York ».
Lorsque la nouvelle franchise de Buffalo rejoint l'American Football League en 1960, ce surnom des Bills est adopté par la première équipe professionnelle de football américain de la ville.

## Palmarès
- American Football League (1960-1969)
  - Champion de l' AFL (2) : 1964, 1965 ;
  - Champion de la division AFL East (3) : 1964, 1965, 1966.
- National Football League (depuis 1970)
  - Champion de conférence AFC (4) : 1990, 1991, 1992, 1993 ;
  - Champion de la division AFC East (12) : 1980, 1988, 1989, 1990, 1991, 1993, 1995, 2020, 2021, 2022, 2023, 2024.
- Super Bowl
  - Finaliste (4) : 1990 (XXV), 1991 (XXVI), 1992 (XXVII), 1993 (XXVIII)

### Entraîneurs
- Entraîneur principal: Sean McDermott
- Coordinateur offensif : Joe Brady (en)
- Coordinateur défensif : Bobby Babich (en)
- Coordinateur des équipes spéciales :  Matthew Smiley (en)

## Historique des entraîneurs
| - Buster Ramsey (1960–61) - Lou Saban (1962–65, 72-76) - Joe Collier (1966–68) - Harvey Johnson (1968-71) - John Rauch (1969–70) - Jim Ringo (1976–77) - Chuck Knox (1978–82) - Kay Stephenson (1983-85) - Hank Bullough (1985-86) - Marv Levy (1986-97) - Wade Phillips (1998-2000) |  | - Gregg Williams (2001-03) - Mike Mularkey (2004-05) - Dick Jauron (2006-09) - Perry Fewell (2009) comme intérimaire pour 7 matchs - Chan Gailey (2010-12) - Doug Marrone (2013-2014) - Rex Ryan (2015-2016) - Anthony Lynn (2016) comme intérimaire pour 1 match - Sean McDermott (2017-présent) |

## Grands joueurs du passé

### Intronisés au Pro Football Hall of Fame
| Année d'introduction | Joueur            | Position                                             | Saisons au club |
| -------------------- | ----------------- | ---------------------------------------------------- | --------------- |
| 1985                 | O. J. Simpson     | Running back                                         | 1969-1977       |
| 1999                 | Billy Shaw        | Offensive guard                                      | 1961–1969       |
| 2001                 | Marv Levy         | Head Coach                                           | 1986-1997       |
| 2002                 | Jim Kelly         | Quarterback                                          | 1986-1996       |
| 2003                 | James Lofton      | Wide receiver                                        | 1989-1992       |
| 2003                 | Joe DeLamielleure | Offensive guard                                      | 1973-1979       |
| 2007                 | Thurman Thomas    | Running back                                         | 1988-1999       |
| 2009                 | Bruce Smith       | Defensive end                                        | 1985-1999       |
| 2009                 | Ralph Wilson      | Fondateur, président et propriétaire de la franchise | 1960-2014       |
| 2014                 | Andre Reed        | Wide receiver                                        | 1985-1999       |
| 2014                 | Bill Polian       | General manager                                      | 1984-1992       |
| 2018                 | Terrell Owens     | Wide receiver                                        | 2009            |

### Numéros retirés
| Numéro                                     | Joueur         | Position                    | Saisons au club |
| ------------------------------------------ | -------------- | --------------------------- | --------------- |
| Officiellement                             |                |                             |                 |
| 12                                         | Jim Kelly      | Quarterback                 | 1986-1996       |
| 34                                         | Thurman Thomas | Running back                | 1988-1999       |
| 78                                         | Bruce Smith    | Defensive end               | 1985-1999       |
| Officieusement ou très rarement réattribué |                |                             |                 |
| 1                                          | Tommy Hughitt  | Bach, punter, kicker, coach | 1918-1924       |
| 15                                         | Jack Kemp      | Qoarterback                 | 1957            |
| 32                                         | O. J. Simpson  | Running back                | 1969-1977       |
| 84                                         | Andre Reed     | Wide receiver               | 1985-1999       |

## Bilan saison par saison
| Saison             | Vic.                                                    | Déf.                                                    | Nuls                                                    | Classement                                                                | Séries éliminatoires |
| ------------------ | ------------------------------------------------------- | ------------------------------------------------------- | ------------------------------------------------------- | ------------------------------------------------------------------------- | --- |
| 1960               | 5                                                       | 8                                                       | 1                                                       | 3e Est (AFL)                                                              | -- |
| 1961               | 6                                                       | 8                                                       | 0                                                       | 4e Est (AFL)                                                              | -- |
| 1962               | 7                                                       | 6                                                       | 1                                                       | 3e Est (AFL)                                                              | -- |
| 1963               | 7                                                       | 6                                                       | 1                                                       | 2e Est (AFL)                                                              | Défaite en tour de division Est (Patriots de la Nouvelle-Angleterre) 8-26 |
| 1964               | 12                                                      | 2                                                       | 0                                                       | 1er Est (AFL)                                                             | Victoire en finale de l'AFL (Chargers de San Diego) 20-7 |
| 1965               | 10                                                      | 3                                                       | 1                                                       | 1er Est (AFL)                                                             | Victoire en finale de l'AFL (Chargers de San Diego) 23-0 |
| 1966               | 9                                                       | 4                                                       | 1                                                       | 1er Est (AFL)                                                             | Défaite en finale de l'AFL (Chiefs de Kansas City) 7-31 |
| 1967               | 4                                                       | 10                                                      | 1                                                       | 3e Est (AFL)                                                              | -- |
| 1968               | 1                                                       | 12                                                      | 0                                                       | 5e Est (AFL)                                                              | -- |
| 1969               | 4                                                       | 10                                                      | 0                                                       | 4e Est (AFL)                                                              | -- |
| Incorporé à la NFL |                                                         |                                                         |                                                         |                                                                           | |
| 1970               | 3                                                       | 10                                                      | 1                                                       | 4e AFC Est                                                                | -- |
| 1971               | 1                                                       | 13                                                      | 0                                                       | 5e AFC Est                                                                | -- |
| 1972               | 4                                                       | 9                                                       | 1                                                       | 4e AFC Est                                                                | -- |
| 1973               | 9                                                       | 5                                                       | 0                                                       | 2e AFC Est                                                                | -- |
| 1974               | 9                                                       | 5                                                       | 0                                                       | 2e AFC Est                                                                | Défaite en tour de division (Steelers de Pittsburgh) 14-32 |
| 1975               | 8                                                       | 6                                                       | 0                                                       | 3e AFC Est                                                                | -- |
| 1976               | 2                                                       | 12                                                      | 0                                                       | 5e AFC Est                                                                | -- |
| 1977               | 3                                                       | 11                                                      | 0                                                       | 5e AFC Est                                                                | -- |
| 1978               | 5                                                       | 11                                                      | 0                                                       | 4e AFC Est                                                                | -- |
| 1979               | 7                                                       | 9                                                       | 0                                                       | 4e AFC Est                                                                | -- |
| 1980               | 11                                                      | 5                                                       | 0                                                       | 1er AFC Est                                                               | Victoire en tour de wild card (@ Jets de New York) 31–27 Défaite en tour de division (Chargers de San Diego) 14-20 |
| 1981               | 10                                                      | 6                                                       | 0                                                       | 3e AFC Est                                                                | Défaite en tour de division (Bengals de Cincinnati) 21-28 |
| 1982               | 4                                                       | 5                                                       | 0                                                       | 9e AFC Conf.                                                              | -- |
| 1983               | 8                                                       | 8                                                       | 0                                                       | 3e AFC Est                                                                | -- |
| 1984               | 2                                                       | 14                                                      | 0                                                       | 5e AFC Est                                                                | -- |
| 1985               | 2                                                       | 14                                                      | 0                                                       | 5e AFC Est                                                                | -- |
| 1986               | 4                                                       | 12                                                      | 0                                                       | 4e AFC Est                                                                | -- |
| 1987               | 7                                                       | 8                                                       | 0                                                       | 4e AFC Est                                                                | -- |
| 1988               | 12                                                      | 4                                                       | 0                                                       | 1er AFC Est                                                               | Victoire en tour de division (Oilers de Houston) 17–10 Défaite en finale de conférence AFC (Bengals de Cincinnati) 10-21 |
| 1989               | 9                                                       | 7                                                       | 0                                                       | 1er AFC Est                                                               | Défaite en tour de division (Browns de Cleveland) 30-34 |
| 1990               | 13                                                      | 3                                                       | 0                                                       | 1er AFC Est                                                               | Victoire en tour de division (Dolphins de Miami) 44–34 Victoire en finale de conférence AFC (Raiders de Los Angeles) 51–3 Défaite au Super Bowl XXV (Giants de New York) 19-20                                                               |
| 1991               | 13                                                      | 3                                                       | 0                                                       | 1er AFC Est                                                               | Victoire en tour de division (Chiefs de Kansas City) 37–14 Victoire en finale de conférence AFC (Broncos de Denver) 10–7 Défaite au Super Bowl XXVI (Redskins de Washington) 24-37                                                           |
| 1992               | 11                                                      | 5                                                       | 0                                                       | 2e AFC Est                                                                | Victoire en tour de wild card (Oilers de Houston) 41ET38 Victoire en tour de division (@ Steelers de Pittsburgh) 24–3 Victoire en finale de conférence AFC (@ Dolphins de Miami) 29–10 Défaite au Super Bowl XXVII (Cowboys de Dallas) 17-52 |
| 1993               | 12                                                      | 4                                                       | 0                                                       | 1er AFC Est                                                               | Victoire en tour de division (Raiders de Los Angeles) 29–23 Victoire en finale de conférence AFC (Chiefs de Kansas City) 30–13 Défaite au Super Bowl XXVIII (Cowboys de Dallas) 13-30                                                        |
| 1994               | 7                                                       | 9                                                       | 0                                                       | 4e AFC Est                                                                | -- |
| 1995               | 10                                                      | 6                                                       | 0                                                       | 1er AFC Est                                                               | Victoire en tour de wild card (Dolphins de Miami) 37–22 Défaite en tour de division (Steelers de Pittsburgh) 21-40 |
| 1996               | 10                                                      | 6                                                       | 0                                                       | 2e AFC Est                                                                | Défaite en tour de Wild Card (Jaguars de Jacksonville) 30-37 |
| 1997               | 6                                                       | 10                                                      | 0                                                       | 4e AFC Est                                                                | -- |
| 1998               | 10                                                      | 6                                                       | 0                                                       | 3e AFC Est                                                                | Défaite en tour de Wild Card (Dolphins de Miami) 17-24 |
| 1999               | 11                                                      | 5                                                       | 0                                                       | 2e AFC Est                                                                | Défaite en tour de Wild Card (Titans du Tennessee) 16-22 |
| 2000               | 8                                                       | 8                                                       | 0                                                       | 4e AFC Est                                                                | -- |
| 2001               | 3                                                       | 13                                                      | 0                                                       | 5e AFC Est                                                                | -- |
| 2002               | 8                                                       | 8                                                       | 0                                                       | 4e AFC Est                                                                | -- |
| 2003               | 6                                                       | 10                                                      | 0                                                       | 3e AFC Est                                                                | -- |
| 2004               | 9                                                       | 7                                                       | 0                                                       | 3e AFC Est                                                                | -- |
| 2005               | 5                                                       | 11                                                      | 0                                                       | 3e AFC Est                                                                | -- |
| 2006               | 7                                                       | 9                                                       | 0                                                       | 3e AFC Est                                                                | -- |
| 2007               | 7                                                       | 9                                                       | 0                                                       | 2e AFC Est                                                                | -- |
| 2008               | 7                                                       | 9                                                       | 0                                                       | 4e AFC Est                                                                | -- |
| 2009               | 6                                                       | 10                                                      | 0                                                       | 4e AFC Est                                                                | -- |
| 2010               | 4                                                       | 12                                                      | 0                                                       | 4e AFC Est                                                                | -- |
| 2011               | 6                                                       | 10                                                      | 0                                                       | 4e AFC Est                                                                | -- |
| 2012               | 6                                                       | 10                                                      | 0                                                       | 4e AFC Est                                                                | -- |
| 2013               | 6                                                       | 10                                                      | 0                                                       | 4e AFC Est                                                                | -- |
| 2014               | 9                                                       | 7                                                       | 0                                                       | 2e AFC Est                                                                | -- |
| 2015               | 8                                                       | 8                                                       | 0                                                       | 3e AFC Est                                                                | -- |
| 2016               | 7                                                       | 9                                                       | 0                                                       | 3e AFC Est                                                                | -- |
| 2017               | 9                                                       | 7                                                       | 0                                                       | 2e AFC Est                                                                | Défaite en tour de Wild Card (Jaguars de Jacksonville) 3-10 |
| 2018               | 6                                                       | 10                                                      | 0                                                       | 3e AFC Est                                                                | -- |
| 2019               | 10                                                      | 6                                                       | 0                                                       | 2e AFC Est                                                                | Défaite en tour de Wild Card (Texans de Houston) 22ET19 |
| 2020               | 13                                                      | 3                                                       | 0                                                       | 1er AFC Est                                                               | Victoire en tour de Wild Card (Colts d'Indianapolis) 27–24 Victoire en tour de Division (Ravens de Baltimore) 17–3 Défaite en finale de conférence AFC (@ Chiefs de Kansas City) 24–38                                                       |
| 2021               | 11                                                      | 6                                                       | 0                                                       | 1er AFC Est                                                               | Victoire en tour de Wild Card (Patriots de la Nouvelle-Angleterre) 47–17 Défaite en tour de Division (@ Chiefs de Kansas City) 36ET42 |
| 2022               | 13                                                      | 3                                                       | 0                                                       | 1er AFC Est                                                               | Victoire en tour de Wild Card (Dolphins de Miami) 34–31 Défaite en tour de Division (Bengals de Cincinnati) 10-27 |
| 2023               | 11                                                      | 6                                                       | 0                                                       | 1er AFC Est                                                               | Victoire en tour de Wild Card (Steelers de Pittsburgh) 31–17 Défaite en tour de Division (Chiefs de Kansas City) |
| 2024               | 13                                                      | 4                                                       | 0                                                       | 1er AFC Est                                                               | Victoire en tour de Wild Card (Broncos de Denver) 31–7 Victoire en tour de Division (Ravens de Baltimore) 27-25 Défaite en finale de conférence AFC (Chiefs de Kansas City) 29-32                                                            |
| 2025               | Ne pas modifier avant la fin complète de la saison 2025 | Ne pas modifier avant la fin complète de la saison 2025 | Ne pas modifier avant la fin complète de la saison 2025 | Ne pas modifier avant la fin complète de la saison 2025                   | Ne pas modifier avant la fin complète de la saison 2025 |
| Totaux             | 486                                                     | 505                                                     | 8                                                       | Saison régulière (15 titres de division, 4 titres de conférence)          | Saison régulière (15 titres de division, 4 titres de conférence) |
| Totaux             | 21                                                      | 22                                                      | -                                                       | Séries éliminatoires                                                      | Séries éliminatoires |
| Totaux             | 507                                                     | 527                                                     | 8                                                       | Saison régulière + séries éliminatoires (2 titres de l'AFL, 0 Super Bowl) | Saison régulière + séries éliminatoires (2 titres de l'AFL, 0 Super Bowl) |

## Scores contre les opposants en saisons régulières
Dernière mise à jour le 27 janvier 2025
| Adversaires                        | Victoire | Défaite | Nul | V-D% |
| ---------------------------------- | -------- | ------- | --- | ---- |
| Cardinals d'Arizona                | 8        | 5       | 0   | 61,5 |
| Falcons d'Atlanta                  | 6        | 7       | 0   | 46,2 |
| Ravens de Baltimore                | 4        | 7       | 0   | 36,4 |
| Panthers de la Caroline            | 6        | 2       | 0   | 75,0 |
| Bears de Chicago                   | 6        | 8       | 0   | 42,9 |
| Bengals de Cincinnati              | 17       | 14      | 0   | 54,8 |
| Browns de Cleveland                | 10       | 12      | 0   | 45,5 |
| Cowboys de Dallas                  | 6        | 6       | 0   | 50,0 |
| Broncos de Denver                  | 22       | 17      | 1   | 56,2 |
| Lions de Détroit                   | 8        | 4       | 1   | 65,4 |
| Packers de Green Bay               | 9        | 5       | 0   | 64,3 |
| Texans de Houston                  | 5        | 6       | 0   | 45,5 |
| Colts d'Indianapolis               | 38       | 33      | 1   | 53,5 |
| Jaguars de Jacksonville            | 10       | 8       | 0   | 55,6 |
| Chiefs de Kansas City              | 28       | 21      | 1   | 57,0 |
| Raiders de Las Vegas               | 20       | 21      | 0   | 48,8 |
| Chargers de Los Angeles            | 12       | 24      | 2   | 34,2 |
| Rams de Los Angeles                | 9        | 6       | 0   | 60,0 |
| Dolphins de Miami                  | 56       | 61      | 1   | 47,9 |
| Vikings du Minnesota               | 6        | 9       | 0   | 40,0 |
| Patriots de la Nouvelle-Angleterre | 50       | 78      | 1   | 39,1 |
| Saints de la Nouvelle-Orléans      | 5        | 7       | 0   | 41,7 |
| Giants de New York                 | 8        | 6       | 0   | 57,1 |
| Jets de New York                   | 70       | 58      | 0   | 54,7 |
| Eagles de Philadelphie             | 6        | 9       | 0   | 40,0 |
| Steelers de Pittsburgh             | 11       | 15      | 0   | 42,3 |
| 49ers de San Francisco             | 8        | 6       | 0   | 57,1 |
| Seahawks de Seattle                | 7        | 8       | 0   | 46,7 |
| Buccaneers de Tampa Bay            | 5        | 8       | 0   | 38,5 |
| Titans du Tennessee                | 19       | 29      | 0   | 39,6 |
| Commanders de Washington           | 11       | 5       | 0   | 68,8 |